# Mary Bono
Mary Bono wcześniej Mary Whitaker (ur. 24 października 1961 w Cleveland) – amerykańska polityczka, członkini Partii Republikańskiej.

## Działalność polityczna
W okresie od 7 kwietnia 1998 do 3 stycznia 2003 przez trzy kadencje była przedstawicielką 44. okręgu, a następnie do 3 stycznia 2013 przez pięć kadencji przedstawicielką 45. okręgu wyborczego w stanie Kalifornia w Izbie Reprezentantów Stanów Zjednoczonych.
Jej małżonkami byli: Sonny Bono, Connie Mack IV, a od 2015 jest Stephen Oswald.